# Хенриета дьо Клев
Хенриета дьо Клев (на френски: Henriette de Nevers, Henriette de Clèves; * 31 октомври 1542, Ла Шапел д’Анжийон, Франция; † 24 януари 1601, Париж, Кралство Франция) от Дом Клеве-Марк, е чрез наследство от 1564 г. херцогиня на Херцогство Невер и графиня на Ретел. Тя управлява заедно със съпруга си Луиджи Гонзага.

## Живот
Тя е дъщеря на херцог Франсоа I дьо Клев (1516 – 1562) от Дом Клев-Ламарк, граф на Невер, херцог на Невер. Нейната майка е Маргарита дьо Бурбон (1516 – 1589), дъщеря на херцог Шарл IV дьо Бурбон-Вандом, леля на бъдещия крал Анри IV от Франция. Големият ѝ брат Франсоа II е женен за Анна дьо Бурбон.
Хенриета расте с двете си по-малки сестри Екатерина и Мария в кралския двор и е много близка с Анри III от Франция. След ранната смърт на брат ѝ Франсоа II (* 31 юли 1540, † 19 декември 1562) тя го наследява на трона. Трябва да плати големи суми обезщетения на двете си сестри.
На 4 март 1565 г. се омъжва в Мулен за принц Лудовико (Луиджи) Гондзага (1539 – 1595), третият син на Федерико II Гондзага (1500 – 1540), херцог на Мантуа и на Монферат. Анри III от Франция издига през 1581 г. Графство Ретел в херцогство.
Нейният съпруг прави военна кариера и често е в кралския дворец, а Хенриета трябва сама да управлява. По това време Дом Невер е един от главните кредитори на короната.

## Потомство
Хенриета и Луиджи Гондзага имат пет деца:
- Катерина Гондзага (* 1568, † 1629), ∞ 28 февруари 1588 за Анри I Орлеански-Лонгвил (* 1568, † 1595) (Дом Орлеан-Лонгвил)
- Енриета Гондзага (* 1571, † 1601), ∞ 1599 за Анри Лотарингски, херцог на Майен (* 1578 – 1621)
- Федерико Гондзага (* 1573, † 1574)
- Франческо Гондзага (* 1576, † 1580)
- Карло I Гондзага (* 1580, † 1637), от 1595 херцог на Невер и Ретел